# Kooky
Kooky (tschechisch Kuky se vrací, wörtlich „Kooky kommt zurück“, eine Anspielung auf Lassie Come Home) ist ein tschechischer Film von Jan Svěrák aus dem Jahr 2010. Der Film kombiniert Puppenspiel, Stop-Motion und Realfilm. Auf zwei Ebenen erzählt er die Geschichten eines sechsjährigen, an Asthma leidenden Jungen sowie seines roten, lebendig gewordenen Teddybärs „Kooky“.

## Inhalt
Der an Asthma leidende, im Film namenlose Junge wird von seiner Mutter überredet, einige kaputte und alte Spielzeuge wegzuwerfen, darunter sein Lieblingsstofftier Kooky. In der Fantasie des Jungen wird der Teddybär lebendig und kann in letzter Sekunde von der Mülldeponie flüchten, auf der er gelandet ist. Davon überzeugt, dass er nicht hier her gehört, begibt er sich auf eine abenteuerliche Heimreise durch einen märchenhaften Wald. Dort trifft er auf verschiedenste phantastische Kreaturen der Natur, etwa den freundlich gesinnten „Kapitän von Hergot“, den Hüter des Waldes, sowie Anuška, der durch Intrigen zum neuen Hüter werden will.

## Hintergründe
Svěrák plante ursprünglich einen Film, der die Welt aus Sicht einen Hundes zeigt, der eine Flut überlebt. Er änderte seine Pläne, nachdem er Teile der Geschichte seinem Sohn Ondřej erzählte.
Der Film wurde von den Arbeiten des tschechischen Bildhauers und Zeichners František Skála inspiriert, der eine Mitarbeit jedoch ablehnte. An der technischen Entwicklung und den visuellen Effekten war Jakub Dvorský beteiligt, der Gründer des tschechischen Spieleentwicklers Amanita Design. Während des Postprocessings konzentrierten sich Svěrák und sein Team auf die Entfernung der Stäbe und Schnüre, mit denen die Figuren und Fahrzeuge bewegt wurden. Kooky ist der technisch aufwendigste Film von Svěrák. Er enthält dreimal mehr visuelle Effekte als Dark Blue World, die bis dahin teuerste tschechische Filmproduktion. Das Budget für Kookie betrug 40 Millionen Tschechische Kronen.
Die Winterszenen wurden in Ještěd gedreht, einige Wälder nahe Bechyně und im Nationalpark Voděradské bučiny sowie die Sandsteinfelsen in Drábské světničky. Die Produktion begann im Herbst 2008. Für die Drehzeit waren 35 Tage eingeplant, aufgrund von Schwierigkeiten wurden jedoch 100 Tage gebraucht.

## Veröffentlichung
Kooky wurde als offizieller tschechischer Beitrag für das 45. Internationale Filmfestival Karlovy Vary ausgewählt und gewann den Spezialpreis der Jury.
Der Film war im April 2012 Teil des Humble Botanicula Debut anlässlich des Debüts des Adventures Botanicula des tschechischen Spieleentwicklers Amanita Design, der an der Entstehung des Films beteiligt war.